# Sardón de los Frailes
Sardón de los Frailes ist eine kleine westspanische Gemeinde (municipio) in der Provinz Salamanca in der Autonomen Gemeinschaft Kastilien-León. 2024 hatte die Gemeinde 101 Einwohner. Neben dem Hauptort Sardón gehört die Ortschaften Villarejo zur Gemeinde.

## Geographie
Sardón de los Frailes befindet sich etwa 55 Kilometer westnordwestlich vom Stadtzentrum der Provinzhauptstadt Salamanca in einer Höhe von 750 m. Die Gemeinde wird im Norden, Osten und Westen von dem Stausee Embalse de Almendra umgeben.

## Bevölkerungsentwicklung
| Jahr      | 1900 | 1920 | 1950 | 1970 | 1981 | 1991 | 2001 | 2011 | 2021 |
| Einwohner | 358  | 301  | 305  | 198  | 114  | 123  | 108  | 88   | 99   |

## Sehenswürdigkeiten
- Peterskirche (Iglesia de San Pedro)

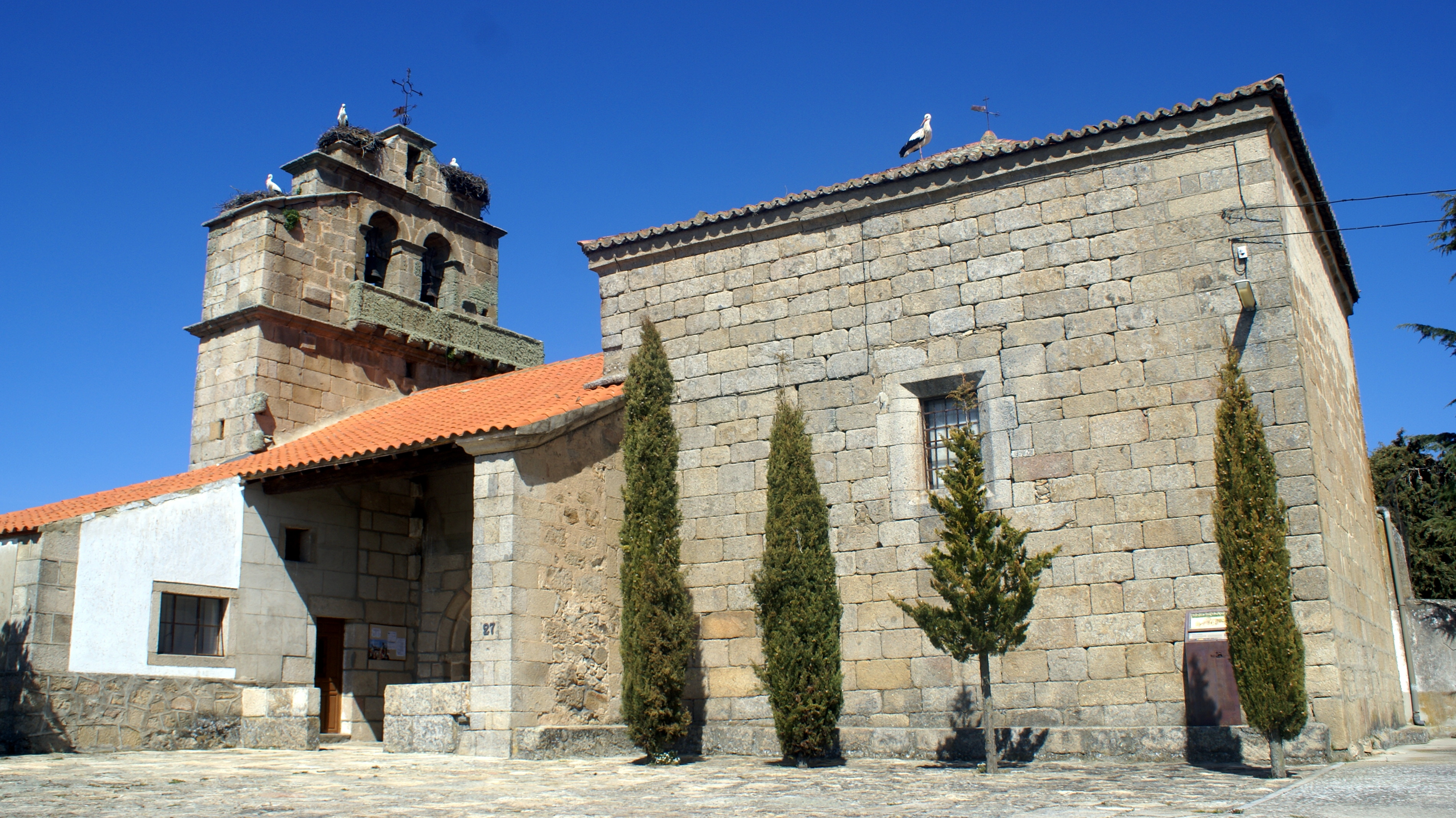
Peterskirche